# ألان غريفز
ألان غريفز (بالإنجليزية: Alan Greaves)‏ هو عالم آثار بريطاني، ولد في 1969 في أوتلي ‏ في المملكة المتحدة.